# Allium helicophyllum
Allium helicophyllum är en amaryllisväxtart som beskrevs av Aleksei Ivanovich Vvedensky. Allium helicophyllum ingår i släktet lökar, och familjen amaryllisväxter. Inga underarter finns listade i Catalogue of Life.